# Vergelijkingen van Gibbs-Helmholtz
De vergelijkingen van Gibbs-Helmholtz zijn naar Josiah Willard Gibbs en Hermann von Helmholtz genoemde vergelijkingen die een thermodynamisch verband leggen tussen energie en temperatuur.

## Constant volume
Bij een constant volume, bijvoorbeeld een gesloten reactor met een bepaalde inhoud, geldt de vergelijking van Gibbs
{\displaystyle \Delta F=\Delta U+Td{\frac {\Delta F}{dT}}}
Hierin stelt F de vrije energie voor of Helmholtz functie (in J)
{\displaystyle F=U-TS}
{\displaystyle U} is de inwendige energie (in J)
{\displaystyle T} is de absolute temperatuur (in K)
{\displaystyle S} is de entropie (in J / K)
de temperatuurcoëfficiënt van de vrije energie {\displaystyle d{\frac {\Delta F}{dT}}} is dus de afgeleide van {\displaystyle \Delta F} naar {\displaystyle T}

## Constante druk
Bij een constante druk p (in Pa), bijvoorbeeld atmosfeerdruk, geldt de vergelijking van Helmholtz
{\displaystyle \Delta G=\Delta H+Td{\frac {\Delta G}{dT}}}
Hierin stelt G de vrije enthalpie voor of Gibbs functie (in J)
{\displaystyle G=U+pV-TS=H-TS}
{\displaystyle V} is het volume (in m³)
{\displaystyle H} is de enthalpie (in J)
de temperatuurcoëfficiënt van de vrije enthalpie {\displaystyle d{\frac {\Delta G}{dT}}} is dus de afgeleide van {\displaystyle \Delta G} naar {\displaystyle T}